# Гончаренко, Владислав Фёдорович
Владислав Фёдорович Гончаренко (род. 15 января 1962) — Герой Советского Союза, командир авиационного звена отдельного штурмового авиационного полка в составе 40-й армии Краснознамённого Туркестанского военного округа (Ограниченный контингент советских войск в Демократической Республике Афганистан), старший лейтенант.

## Биография и военная карьера
Родился 15 января 1962 года в городе Полтаве в семье служащего. Украинец. Окончил 10 классов школы № 25 в Полтаве.
В Советской Армии с 1979 года. Член КПСС с 1982 года. В 1983 году с отличием окончил Борисоглебское высшее военное авиационное ордена Ленина Краснознамённое училище лётчиков имени В. П. Чкалова. С 1983 года служил в Краснознамённом Одесском военном округе лётчиком и старшим лётчиком.
С 1985 по 1986 год Владислав Гончаренко находился в составе ограниченного контингента советских войск в Афганистане. В эту горную страну молодой лётчик пришёл старшим лейтенантом, через полгода он командир звена, через два месяца — заместитель командира эскадрильи, заменял комэска. Летал на самолёте-штурмовике «Су-25» с аэродрома города Баграм, выполнив 415 боевых вылетов, нанёс большой урон противнику, неоднократно своими умелыми действиями спасал попавшие в критическую ситуацию мотострелковые и десантные подразделения.

## Звание Герой Советского Союза
Указом Президиума Верховного Совета СССР от 28 сентября 1987 года — «За мужество и героизм, проявленные при оказании интернациональной помощи Демократической Республике Афганистан старшему лейтенанту Гончаренко Владиславу Фёдоровичу присвоено звание Героя Советского Союза с вручением ордена Ленина и медали „Золотая Звезда“ (№ 11558)».

## Дальнейшая карьера
Возвратившись в Советский Союз, продолжил службу в ВВС. В 1986—1988 годах — заместитель командира смешанной эскадрильи Центра по подготовке лётного состава к боевым действиям ВВС Туркестанского военного округа, затем — на учёбе.
В 1991 году окончил Военно-воздушную академию имени Ю. А. Гагарина. С 1991 года — командир авиационной эскадрильи в Белорусском военном округе. С 1993 года — заместитель командира штурмового авиационного полка, принимал участие в боевых действиях в первой чеченской войне.
Генерал-майор Гончаренко В. Ф. живёт в городе Краснодаре. С 1999 года — первый заместитель начальника военного авиационного института.

## Награды
- Орден Ленина.
- Орден Красной Звезды.
- Орден «За службу Родине в Вооружённых Силах СССР» 3-й степени.
- Орден Мужества.
- Орден «За личное мужество».
- Орден «За военные заслуги».
- Медаль ордена «За заслуги перед Отечеством» 2-й степени.
- 6 медалей.